# Rue Saint-François-d'Assise
La rue Saint-François-d'Assise est une rue du quartier des pentes de la Croix-Rousse dans le 1er arrondissement de Lyon, en France.

## Situation et accès
La rue commence boulevard de la Croix-Rousse et se termine rue de l'Alma. Elle est traversée par la rue de Crimée. La circulation se fait dans le sens de la numérotation et à double-sens cyclable ; le stationnement est des deux côtés jusqu'à la rue de Crimée avec un stationnement cyclable disponible puis le stationnement est d'un seul côté jusqu'à la rue de l'Alma.

## Origine du nom
La rue est dédiée à saint François d'Assise (1181-1226) surnommé le Poverello, fondateur des frères mineurs et de l'ordre des pauvres dames. Ce nom est attribué à la rue le 30 avril 1858 (délibération municipale).

## Histoire
Sur les pentes de la Croix-Rousse, il y avait autrefois de vastes propriétés connus sous le nom de clos. En 1823, une société d'actionnaires entreprend de créer un nouveau quartier dans le Clos Riondel.
Les différents propriétaires imposent au vendeur de créer des rues dans ce clos et d'en faire don à la ville. Des rues sont tracées mais la cession de celles-ci est retardée jusqu'en 1853. À cette date, les propriétaires du Clos Riondel cèdent à la ville de Lyon toutes les voies ouvertes dans le clos à la condition que la ville prennent en charge les frais de pavage et d'éclairage ainsi que tout travaux nécessaires à leurs améliorations.
La rue porte au départ le nom de rue de la Tour en référence à la Tour Pitrat puis rue au levant du Clos-Riondel. En 1856, la Tour Pitrat est achetée par les sœurs de saint François d'Assise de Lyon. C'est en raison du vocable de cette congrégation religieuse que la rue prend le nom du Poverello en 1858.